# Tang Zhongzong
Zhongzong, imię osobiste Li Zhe, w latach wygnania nosił imię Lu Ling (ur. 26 listopada 656, zm. 3 lipca 710) – cesarz Chin z dynastii Tang, panujący krótko w roku 684 i ponownie od 705, syn cesarza Gaozonga i kobiety-cesarza Wu Zetian.
Syn i czwarte dziecko pary cesarskiej początkowo miał być mnichem buddyjskim. Śmierć najstarszego brata, księcia Li Honga i wygnanie, a następnie samobójstwo księcia Xiana utorowały mu jednak drogę do tronu. W 683 roku zmarł cesarz Gaozong, od kilku lat faktycznie znajdujący się w cieniu sprawującej regencję Wu Zetian. Zhongzong objął tron, jednak po zaledwie sześciu tygodniach rządów został obalony przez matkę. Wygnano go na południe, a Wu wyniosła na tron jego bezwolnego młodszego brata Ruizonga, którego także obaliła w 690 roku, przejmując pełnię władzy.
Zhongzong powrócił z wygnania w 698 roku i został ponownie mianowany następcą tronu. Objął władzę w 705 roku, kiedy to w wyniku przewrotu pałacowego obalono kobietę-cesarza Wu. Nie dane mu było długo cieszyć się władzą – zaledwie pięć lat później został otruty przez swoją żonę, cesarzową Wei. Siostra Zhongzonga, księżniczka Taiping, odsunęła od sukcesji jego potomstwo i na tronie cesarskim ponownie zasiadł Ruizong. 